# Тудер, Стен-Карл Иванович
Стен-Карл Иванович Тудер (при рождении Стен-Карл Тудер швед. Sten Carl Tudeer; 23 октября 1840, Воно, Тавастгусская губерния — 5 января 1905, Гельсингфорс) — российский и финляндский государственный и военный деятель; полковник, участник русско-турецкой войны; действительный статский советник, шталмейстер, вице-председатель Финляндского Сената от экономического департамента; ранее — выборгский губернатор (1885—1889).

## Биография
Родился 23 октября 1840 года в Воно в Великом княжестве Финляндском в семье военного.
С 1852 года воспитывался в Морском кадетском корпусе. 27 марта 1861 года получил чин гардемарина и был определён на военную службу.
В 1861—1864 годах на корветах «Новик», «Калевала», «Богатырь», клиперах «Гайдамак» и «Абрек» находился в плавании в Тихом и Атлантическом океане. 18 ноября 1863 года был произведён в мичманы со старшинством с 27 марта того же года. В 1867 году — в лейтенанты, а 1 января 1876 года — в капитан-лейтенанты.
C 1861 по 1876 год находился в плаваниях: 34 месяца на фрегатах «Ослябя» и «Александр Невский», корвете «Варяг» и фрегате «Светлана», сначала в эскадре под командованием адмирала С. С. Лесовского в Америке, а позднее с великим князем Алексеем Александровичем.
В ночь с 12 на 13 сентября 1868 года, следуя под всеми парусами Ютландским проливом, южнее маяка Ханстхольмен в 2 милях от города Лемвиг фрегат «Александр Невский», на 10-узловом ходу выскочил на прибрежную косу. Тудеру было поручено спасение оставшихся вещей, после чего он долго пробыл в Дании и при дворе датского королевского дома познакомился со своей будущей супругой — Розали Эвелиной Крогиус, с которой вступил в брак в 1871 году.
В 1871—1873 годах в должности флаг-офицера при начальнике эскадры вице-адмирале К. Н. Посьет совершил кругосветное плавание на фрегате «Светлана» и 31 июля (12 августа) 1873 года награжден за отличие орденом Св. Станислава II степени.
С 1875 по конец 1876 года был в должности старшего офицера на яхте «Держава», на которой был направлен на Дунай командиром сводного отряда двух рот саперного и гвардейского экипажа.
Был участником русско-турецкой войны (1877—1878). 15 июня 1877 года назначен командиром парохода «Анета» на котором на правый берег Дуная было переправлено 20 (из 30) тысяч человек. За это был награждён орденом Святого Георгия IV степени и золотым оружием с надписью «За храбрость».
19 мая 1886 года произведен в чин полковника с зачислением по гвардейской пехоте с оставлением в звании флигель-адъютанта.
С 1882 по 1885 год был начальником Финляндского морского управления.
С 1885 по 1889 год был губернатором Выборга. Находился в сложных отношениях с комендантом Выборгской крепости генерал-лейтенантом М. А. Духониным из-за борьбы за власть. В 1888 году получил чин действительного статского советника, а 26 февраля 1888 года назначен шталмейстером Высочайшего двора.
В 1889 году назначен сенатором в Сенат Финляндии, а в 1891 году стал вице-председателем Сената от экономического департамента. В 1897 году императорским указом возведён в дворянское достоинство Великого княжества Финляндского с включением в матрикул Рыцарского дома Великого княжества под номером 272.
В 1900 году вышел в отставку. Скончался 23 декабря 1904 (5 января 1905) года в Гельсингфорсе.

## Семья
- Отец — Юхан (Йохан) Якоб Тудер (Johan Jacob Tudeer 1 июля 1793, Вь — 24 января 1870, Тавастехус), военный.
- Мать — София Ульрика Грипенберг (4 декабря 1803 — 25 января 1886)
- Первая жена — Розали Эвелина Крогиус (6 января 1850, Гельсингфорс — 19 февраля 1897, Гельсингфорс), в браке с 1871 по 1897 годы.
- Вторая жена — Анна Эрнрут (27 ноября 1871, Гельсингфорс — 27 сентября 1947, Холлола), дочь генерал-майора Адольфа Эрнрута (Adolf Reinhold Viktor Ehrnrooth 1832—1896); в браке с 1898 года.

## Награды
Российской империи

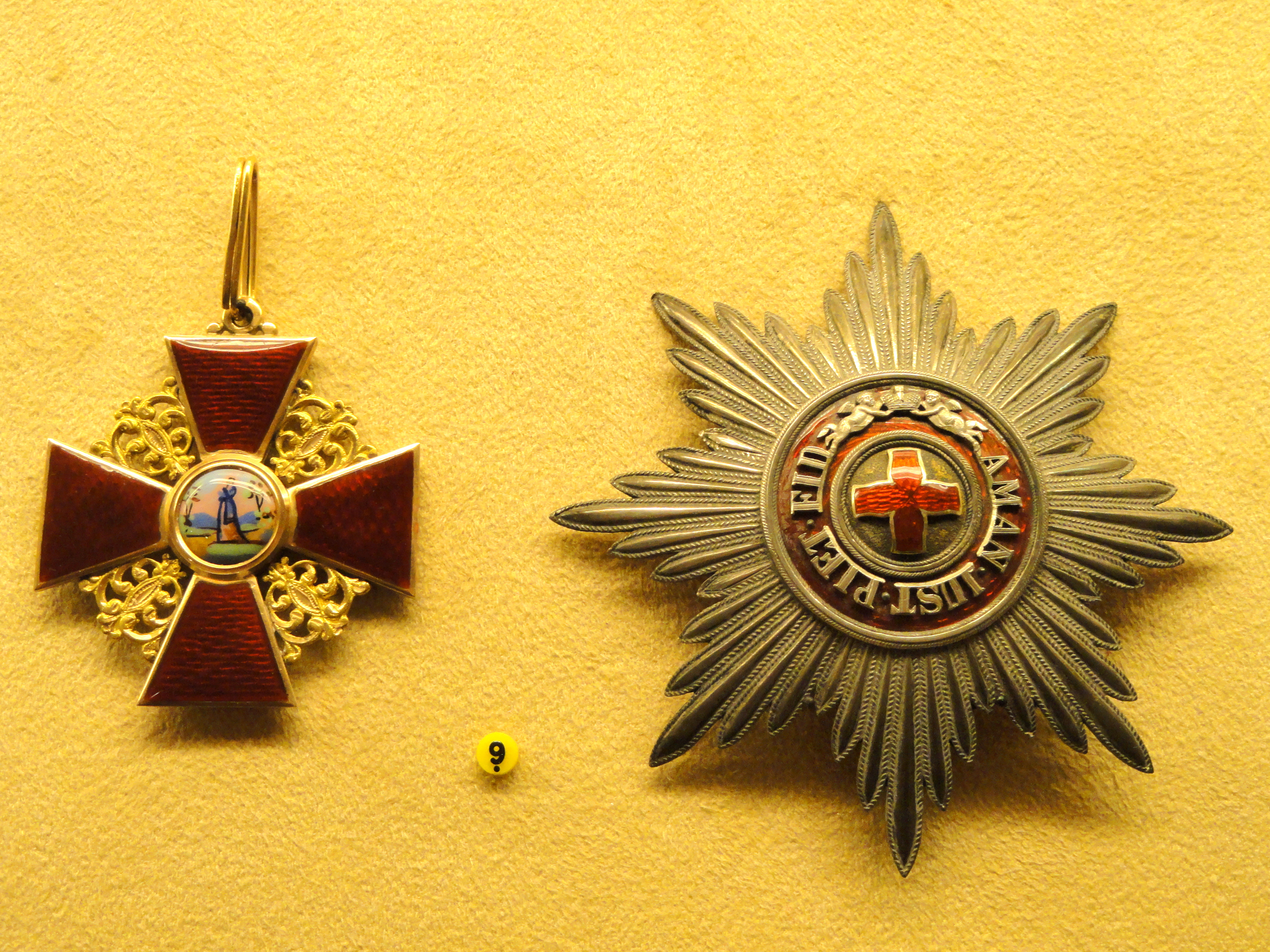
Принадлежавший С-К. Тудеру орден св. Анны 1-й степени в Национальном музее Финляндии

- Орден Святого Георгия IV степени (капитан-лейтенант; 16 июня 1877)
- Золотое оружие «За храбрость» (1877)
- Орден Святого Владимира IV степени (4 окт. 1868)
- Орден Святого Станислава II степени
- Орден Святой Анны I степени (1894)

иностранные
- Орден Меджидие IV степени (1868)
- Орден Спасителя
- Орден Христа